# Le Bazaar de l'épouvante
Pour plus de détails, voir Fiche technique et Distribution.
Le Bazaar de l'épouvante ou L'Inconnu de Castle Rock au Québec  (Needful Things), également connu sous le nom de Black Shopping dans une réédition DVD, est un film américain réalisé par Fraser Clarke Heston, sorti en 1993.
Il s'agit de l'adaptation du roman Bazaar de Stephen King, publié en 1991.

## Synopsis
Leland Gaunt arrive dans la petite ville de Castle Rock, Maine, dans une voiture noire pour y ouvrir un magasin d'antiquités. Dans son échoppe, chacun peut trouver ce dont il a toujours rêvé pour un prix dérisoire mais Gaunt exige un coût supplémentaire sous la forme de petites faveurs. Le premier client de Gaunt est un garçon nommé Brian Rusk qui achète une carte de baseball rare en échange d'une farce. Brian doit jeter de la boue sur les draps blancs suspendus aux cordes à linge de la maison de Wilma Jerzyck. De retour chez elle, Wilma suppose que c'est l'œuvre de son ennemie de longue date Nettie Cobb. Elle l'accuse bruyamment de cela sur le lieu de travail de Nettie, le diner de Castle Rock qui appartient à Polly Chalmers, la fiancée du shérif Alan Pangborn.
Gaunt fait bonne impression sur les habitants de la ville. Il vend à Danforth Keeton, un conseiller municipal corrompu qui a d'importantes dettes de jeu, un jouet qui prédit le résultat de n'importe quelle course de chevaux. Gaunt apprend ensuite la rivalité entre le prêtre catholique, le père Meehan, et le pasteur baptiste, le révérend Willie Rose. Il informe ensuite Brian qu'il n'a pas entièrement remboursé sa dette. Brian retourne alors à la maison de Wilma Jerzyck pour briser toutes les fenêtres. En échange d'un objet vendu à Nettie, Gaunt lui fait placer des post-it chez Keeton, censés être du shérif adjoint Norris Ridgewick, l'accusant de plusieurs délits. Gaunt demande aussi à Hugh Priest de tuer le chien de Nettie, en échange d'une veste semblable à celle qu'il portait à l'université. Cela déclenche un violent combat entre Nettie et Wilma, qui cause leur mort à toutes les deux.
Gaunt donne un collier à Polly Chalmers qui guérit son arthrite. Brian est témoin de l'enquête chez Wilma Jercyzk et entend le shérif Pangborn réfléchir sur les causes du drame. Brian essaie de parler au shérif de ce que Gaunt lui a fait faire, mais il a trop peur. À ce stade du film, il devient évident que Gaunt apprécie ce qui arrive aux habitants de la ville et qu'il n'est pas humain. Le shérif Pangborn, qui flaire quelque chose, retourne voir Brian. Brian explique que Gaunt est un monstre, avant d'essayer de se tirer une balle dans la tête. Pangborn parvient à le sauver et Brian est hospitalisé. Pangborn demande à Polly de se débarrasser du collier, mais elle ne veut pas l'enlever. Après son départ, elle essaie d'ouvrir le collier pour voir ce qu'il y a à l'intérieur et reçoit un choc électrique qui projette le collier à travers la pièce. Polly est immédiatement paralysée par son arthrite. Gaunt apparaît dans sa chambre et replace le collier sur le cou de Polly. Après quoi, il déclare que Pangborn a détourné de l'argent de la ville avec Keeton. Il la persuade d'aller chercher l'argent. Elle le fait et voit beaucoup d'argent éparpillé sur le bureau de Pangborn. Par dégoût, elle annule ses fiançailles avec lui.
Keeton s'attaque à Ridgewick mais est arrêté par Pangborn. Peu de temps après, Keeton parvient à échapper à Ridgewick. Il rentre chez lui, accuse sa femme d'avoir une liaison avec Ridgewick et la tue avec un marteau. Les farces de Gaunt ont désormais des répercussions dans toute la ville. Les soupçons erronés, la paranoïa et la colère se propagent. Gaunt commence à vendre des armes à feu à ses clients, les encourageant à tuer celui qui leur a fait du tort, en jouant sur leur cupidité et leur peur. Keeton place sur sa demande des explosifs dans l'église catholique de la ville. Lorsque l'église explose, le père Meehan croit que le révérend Willy Rose est derrière l'attaque et se bat avec lui. Une émeute se répand dans toute la ville. Le shérif Pangborn tente désespérément de rétablir l'ordre. Attirant l'attention de tous, Pangborn persuade les habitants de Castle Rock de revenir à la raison, exposant la nature diabolique de Gaunt et sa toile de mensonges et de manipulations. Tout le monde arrête de se battre et admet ses farces, mais Keeton se dirige vers Pangborn et Ridgewick, avec une bombe attachée sur lui-même, menaçant de la faire exploser. Pangborn le retourne contre Gaunt. Celui-ci se moque de Keeton, qui déclenche la bombe et détruit le magasin d'antiquités. Vaincu mais indemne, Gaunt émerge de son magasin en disant que ce n'était pas son meilleur travail. Il se dirige vers Pangborn et Polly, leur disant qu'ils forment un joli couple et qu'il rencontrera leur petit-fils en 2053 à Djakarta, puis il part dans la même voiture noire avec laquelle il était arrivé.

## Fiche technique
Sauf indication contraire, les informations mentionnées dans cette section peuvent être confirmées par la base de données cinématographiques IMDb,  présente dans la section « Liens externes ».
- Titre original : Needful Things
- Titre français : Le Bazaar de l'épouvante
- Titre québécois: L'Inconnu De Castle Rock
- Réalisation : Fraser Clarke Heston
- Scénario : W. D. Richter, d'après le roman de Stephen King
- Musique : Patrick Doyle
- Photographie : Tony Westman
- Montage : Rob Kobrin
- Production : Jack Cummins
- Sociétés de production : Castle Rock Entertainment et New Line Cinema
- Sociétés de distribution : Columbia Pictures (États-Unis) ; Les Films Number One (France)
- Budget : 15 millions de dollars[1]
- Pays de production :  États-Unis
- Langue originale : anglais
- Format : couleur - Dolby - 35 mm - 1.85:1
- Genre : thriller fantastique ; horreur, drame
- Durée : 116 minutes
- Dates de sortie : 
  - États-Unis, Québec : 27 août 1993
  - France : 13 juillet 1994
- Classification : interdit aux moins 12 ans

## Distribution
- Ed Harris (VF : Pascal Renwick ; VQ : Éric Gaudry) : le shérif Alan Pangborn
- Max von Sydow (VF : Jean-Claude Michel ; VQ : Ronald France) : Leland Gaunt
- Bonnie Bedelia (VF : Pauline Larrieu ; VQ : Claudine Chatel) : Polly Chalmers
- Amanda Plummer (VQ : Marie-Andrée Corneille) : Nettie Cobb
- J. T. Walsh (VF : Philippe Peythieu ; VQ : Guy Nadon) : Danforth « Buster » Keeton III
- Ray McKinnon (VF : Jérôme Rebbot ; VQ : Daniel Picard) : le shérif adjoint Norris Ridgewick
- Valri Bromfield (VF : Michelle Bardollet ; VQ : Anne Caron) : Wilma Jerzyck
- Shane Meier (VQ : Patrick Duplat) : Brian Rusk
- William Morgan Sheppard (VF : René Bériard ; VQ : Jacques Brouillet) : le père Meehan
- Don S. Davis : le révérend Rose
- Frank C. Turner (VQ : Jean-Marie Moncelet) : Pete Jerzyck
- Gillian Barber (VQ : Élise Bertrand) : Myrtle Keeton
- Campbell Lane (VF : Hervé Jolly) : Frank Jewett
- Duncan Fraser (VQ : André Montmorency) : Hugh Priest
- Ann Warn Pegg (VQ : Johanne Léveillé) : Ruth Roberts
- Lochlyn Munro : John LaPointe

Légende : VF = Version française et VQ = Version québécoise

## Production
Les droits d'adaptation du roman Bazaar sont vendus à Castle Rock Entertainment pour 1 750 000 de dollars. Lawrence D. Cohen est engagé pour écrire un scénario et Peter Yates pour le mettre en scène. Yates se retire du projet et est remplacé par Fraser Clarke Heston, qui pense que le scénario de Cohen est trop fidèle au roman. Heston demande alors à W. D. Richter d'en écrire une autre version qui se concentre plus sur les personnages principaux.
Le tournage se déroule à Gibsons, en Colombie-Britannique à l'automne 1992. Trop long, le film subit de nombreuses coupures au montage, notamment celles d'intrigues secondaires et d'une spectaculaire scène de poursuite en voiture censée servir de prologue.

## Accueil

### Sortie et diffusion
Le film sort aux États-Unis et au Québec, le 27 août 1993.
Une version du film avec plus d'une heure de scènes supplémentaires est diffusée en mai 1996 sur TBS. Cette version développe les personnages du shérif Pangborn et de Polly, intègre la scène de poursuite en voiture entre Gaunt et Pangborn qui se termine par l'explosion du véhicule du premier ainsi qu'une intrigue autour de Cora Rusk, la mère de Brian, et de son obsession pour Elvis Presley.

### Box-office
Le film a été un échec commercial, rapportant environ 15 185 000 $ au box-office en Amérique du Nord pour un budget équivalent. En France, il a réalisé 100 561 entrées.

### Critiques
Il a reçu un accueil critique défavorable, recueillant 27 % de critiques positives, avec une note moyenne de 4/10 et sur la base de 22 critiques collectées, sur le site agrégateur de critiques Rotten Tomatoes.
En France, l'accueil public fut plus favorable : le film obtient la note de 2,8/5 sur Allociné et 5,9/10 sur SensCritique,.

## Distinctions

### Récompenses
- Saturn Awards 1994
  - Meilleure actrice dans un second rôle pour Amanda Plummer

### Nominations
- Fangoria Chainsaw Awards 1993
  - Meilleur acteur pour Max von Sydow
  - Meilleure actrice dans un second rôle pour Amanda Plummer
- Saturn Awards 1994
  - Meilleur film d'horreur
  - Meilleur acteur dans un second rôle pour J. T. Walsh

## Différences par rapport au livre
- Dans le roman, le shérif Pangborn ne rencontre Leland Gaunt que tardivement tandis que dans le film il se rend dans sa boutique peu de temps après son ouverture mais ressort sans rien acheter.
- Danforth Keeton est maire de Castle Rock dans le roman ; dans le film, il n'est que conseiller municipal.
- Dans le livre, les objets précieux que vend Gaunt ne sont perçus comme tels que par leur acheteur : ainsi, les lunettes d'Elvis Presley achetées par la mère de Brian Rusk sont perçues par son fils comme des lunettes ordinaires en très mauvais état ; dans le film, les objets semblent réels puisque lorsque le shérif Pangborn ramasse la carte de baseball de Brian avant la tentative de suicide de ce dernier, elle est absolument identique à la carte vendue par Gaunt plus tôt dans le film.
- Le personnage de Ace Merrill, petit truand employé par Gaunt pour, entre autres, placer des explosifs en ville n'est pas présent dans le film, les explosifs sont placés par Keeton.
- Plusieurs marchés conclus par Gaunt dans le roman sont absents du film pour des questions de durée.
- À la fin du roman, le shérif intercepte Gaunt tentant de fuir la ville en proie au chaos ; dans le film, il parvient à raisonner les habitants de Castle Rock et à leur faire comprendre que le propriétaire du Bazar des Rêves est la source de leurs discordes.
- Enfin, dans le livre, Leland Gaunt, peiné de son échec, quitte la ville dans sa voiture qui se transforme alors en carriole noire. L'épilogue nous le montre en train d'ouvrir un nouveau magasin dans une autre ville ; dans le film, Gaunt, beau joueur, se satisfait des morts et explosions qu'il a déjà causées, félicite le shérif pour son futur mariage et lui annonce son retour pour l'année 2053. Il quitte la ville dans sa voiture noire qui disparaît brusquement.